# گلتورف
گلتورف (به آلمانی: Geltorf) یک شهر در آلمان است که در اشلسویگ-فلنسبورگ واقع شده‌است. گلتورف  ۴۲۶ نفر جمعیت دارد.